# Musica neomelodica
Musica neomelodica (auch nuova canzone melodica napoletana) ist ein volkstümlich geprägtes Genre italienischer populärer Musik, das in den 1990er-Jahren in Neapel entstand. Es verwendet Elemente der neapolitanischen Volksmusik und ist in ganz Süditalien verbreitet.

## Geschichte

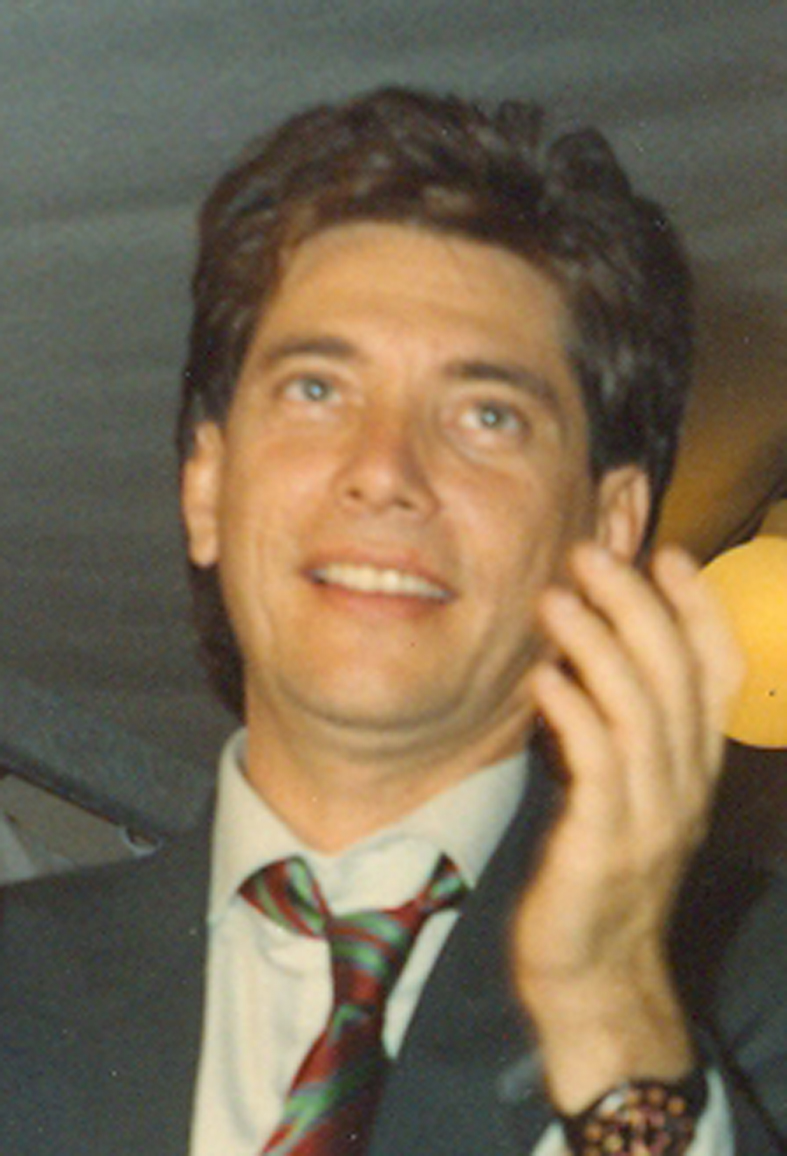
Nino D’Angelo, der Wegbereiter der Neomelodiker

Die neapolitanische Volksmusik, im 20. Jahrhundert einer der Ausgangspunkte populärer Musik in Italien, wurde nach dem Zweiten Weltkrieg von neapolitanischen Musikern ständig weiterentwickelt und erreichte mit innovativen Stilmischungen immer wieder die nationale Bühne (etwa mit Renato Carosone oder später Pino Daniele). Parallel dazu entwickelte sich durch das Wiederaufleben der Sceneggiata, einer Form des Musiktheaters, in melodramatischen Musikfilmen der 1970er-Jahre (mit Sängern wie Mario Merola oder Pino Mauro) eine einfachere, anspruchslose Art neapolitanischer Musik, die mit volksnahen Themen wie Untreue, Auswanderung oder Kriminalität in Neapel zunehmend erfolgreich wurde.
Mit dieser Musik gelang in den 1980er-Jahren Nino D’Angelo der Durchbruch als Sänger der Arbeiterklasse. D’Angelo modernisierte den Musikstil und ebnete den Weg für eine neue Generation von neapolitanischen volkstümlichen Sängern, für die ab den späten 1990er-Jahren der Begriff neomelodici („Neomelodiker“, „neue melodische Sänger“) in Mode kam (der Autor Peppe Aiello prägte den Begriff 1997). Das Genre wird auch als nuova canzone melodica napoletana („neues neapolitanisches melodisches Lied“) bezeichnet. Der besondere Stil verbreitete sich bald in ganz Süditalien, wobei die neapolitanische Sprache beibehalten wurde. Die musica neomelodica fand ihr Publikum von Anfang an vor allem in den Unterschichten.

## Merkmale
Ein Hauptmerkmal der musica neomelodica ist die Verwendung des Neapolitanischen, bisweilen kombiniert mit italienischen Einwürfen. Damit einher geht der Hang zur Umgangssprache in den Texten. Inhaltlich befassen sich die Texte mit Liebe, Familie und Alltag, immer aus der Perspektive der Unterschicht; es geht um minderjährigen Sex, Scheidung, Autos, Drogen oder Kriminalität.
Der sehr melodische Charakter des Gesangs und gelegentliche Rückgriffe auf typische Harmonien, Kadenzen und Modulationen bezeugen die Nähe zur alten neapolitanischen Volksmusik. Neu dazu kamen durch den Einfluss internationaler Popmusik die Instrumentierung mit Schlagzeug, E-Bass, E-Gitarre und Synthesizer sowie stilistische Anleihen bei Rock, Pop, Reggae, lateinamerikanischer Musik, House und Weltmusik.
Typisch für das Genre sind darüber hinaus das überwiegend junge Alter der Interpreten (Kinderstars sind verbreitet) und der exzessive Gebrauch von Musikvideos zu Vermarktungszwecken.

## Rezeption

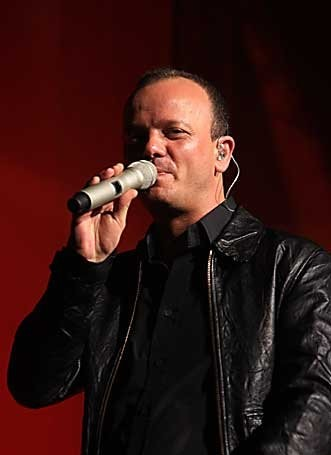
Gigi D’Alessio, der einzige nationale Star der Neomelodiker

In Süditalien existiert um die musica neomelodica ein (schatten-)wirtschaftlich bedeutsames Netzwerk aus Aufnahmestudios, lokalen Radio- und Fernsehsendern sowie Veranstaltungsräumen. Auftritte der Neomelodiker konzentrieren sich typischerweise auf große (religiöse) Feste wie Erstkommunions- oder Hochzeitsfeiern, Musiker absolvieren oft zahlreiche Auftritte an einem Tag. Aus der nationalen Perspektive hingegen ist die Szene weitestgehend unsichtbar und wirtschaftlich irrelevant geblieben. Der einzige nationale Star, der aus der Szene hervorging, ist Gigi D’Alessio. Größere Aufmerksamkeit erhielt das Genre 2008 durch den Soundtrack des Films Gomorrha – Reise in das Reich der Camorra (nach dem Sachbuch von Roberto Saviano), in dem hauptsächlich Neomelodiker vertreten sind.
Nationale Medien haben die musica neomelodica meist abwertend dargestellt; das Genre gilt als sentimental, kitschig, anspruchslos und unmoralisch sowie der Camorra nahestehend. Gino Castaldo erkannte „reaktionäre Klischees aus der Gefühlswelt des Lumpenproletariats“, Giuseppe D’Avanzo beschrieb die Neomelodiker als „Vehikel der plebejisch-kriminellen Infektion“. Der damalige italienische Innenminister Giuliano Amato warf der Szene 2006 explizit vor, organisierte Kriminalität zu verherrlichen. Die Nähe der Neomelodiker zur Kriminalität zog Vergleiche mit dem Gangsta-Rap nach sich.
Auch wenn die Verwobenheit der Szene mit Strukturen der Camorra unzweifelhaft ist, kann die „Verteufelung“ des Genres als „Musik der Camorra“ vielfach als Ausdruck moralischer Überlegenheitsgefühle gegenüber Süditalien und allgemein der Populärkultur verstanden werden. Im Gegensatz dazu betonen Autoren aus Süditalien die identitätsstiftende Funktion des Genres für gesellschaftliche Randgruppen und beschreiben es als Ausdruck des Stolzes süditalienischer Unterschichten. Federico Vacalebre attestierte der Musik, als „CNN des neapolitanischen Ghettos“ zu fungieren. Gerade der Erfolg Gigi D’Alessios zeigt außerdem, dass die Musik auch die Chance bietet, den einfachen Verhältnissen und der Kriminalität zu entfliehen.

## Belege
1. 1 2  Vincenzo Perna: Killer Melodies: The Musica Neomelodica Debate. In: Franco Fabbri, Goffredo Plastino (Hrsg.): Made in Italy: Studies in Popular Music. Routledge, London 2016, S. 195.
2. ↑  Vincenzo Perna: Musica neomelodica. In: Paolo Prato, David Horn (Hrsg.): Encyclopedia of Popular Music of the World. Band XI. Bloomsbury, New York 2017, S. 504–505.
3. ↑  Die neapolitanische Kanzone. In: Canzone Italiana. Istituto Centrale per i beni sonori ed audiovisivi, abgerufen am 3. Februar 2021.
4. ↑  Goffredo Plastino: Lazzari felici. Neapolitan Song and/as Nostalgia. In: Goffredo Plastino, Marco Santoro mit John Street (Hrsg.): Popular Music. Band 26, Nr. 3. Cambridge University Press, Oktober 2007, ISSN 0261-1430, S. 436.
5. 1 2 3 4  Vincenzo Perna: Musica neomelodica. In: Paolo Prato, David Horn (Hrsg.): Encyclopedia of Popular Music of the World. Band XI. Bloomsbury, New York 2017, S. 505.
6. ↑  Vincenzo Perna: Killer Melodies: The Musica Neomelodica Debate. In: Global Popular Music. Routledge, abgerufen am 3. Februar 2021 (englisch).
7. ↑  Vincenzo Perna: Musica neomelodica. In: Paolo Prato, David Horn (Hrsg.): Encyclopedia of Popular Music of the World. Band XI. Bloomsbury, New York 2017, S. 505–506.
8. ↑  Gino Castaldo: Canta il regno delle Due Sicilie. In: La Repubblica. 28. Januar 1998, S. 37 (Repubblica.it [abgerufen am 3. Februar 2021]).
9. ↑  Giuseppe D’Avanzo: Napoli, tra i ragazzi che dicono “Siamo camorristi nella capa”. In: La Repubblica. 3. November 2006, S. 1 (Repubblica.it [abgerufen am 3. Februar 2021]).
10. ↑  Ottavio Lucarelli, Conchita Sannino: Napoli, Amato contro i neomelodici: “Celebrano i camorristi come eroi”. In: La Repubblica. 14. Dezember 2006, S. 33 (Repubblica.it [abgerufen am 3. Februar 2021]).
11. 1 2  John McDonnell: Scene and heard: Neomelodic music. In: TheGuardian.com. 14. April 2009, abgerufen am 27. Januar 2021 (englisch).
12. ↑  Vincenzo Perna: Killer Melodies: The Musica Neomelodica Debate. In: Franco Fabbri, Goffredo Plastino (Hrsg.): Made in Italy: Studies in Popular Music. Routledge, London 2016, S. 194.
13. ↑  Vincenzo Perna: Killer Melodies: The Musica Neomelodica Debate. In: Franco Fabbri, Goffredo Plastino (Hrsg.): Made in Italy: Studies in Popular Music. Routledge, London 2016, S. 202–203.
14. ↑  Vincenzo Perna: Killer Melodies: The Musica Neomelodica Debate. In: Franco Fabbri, Goffredo Plastino (Hrsg.): Made in Italy: Studies in Popular Music. Routledge, London 2016, S. 199–200.
15. ↑  Roberto Saviano: Canzone criminale. In: La Repubblica. 12. Februar 2012, S. 29 (Repubblica.it [abgerufen am 3. Februar 2021]).